# Balsamine
Koordinaten: 50° 55′ 29,9″ N, 11° 19′ 37,8″ O

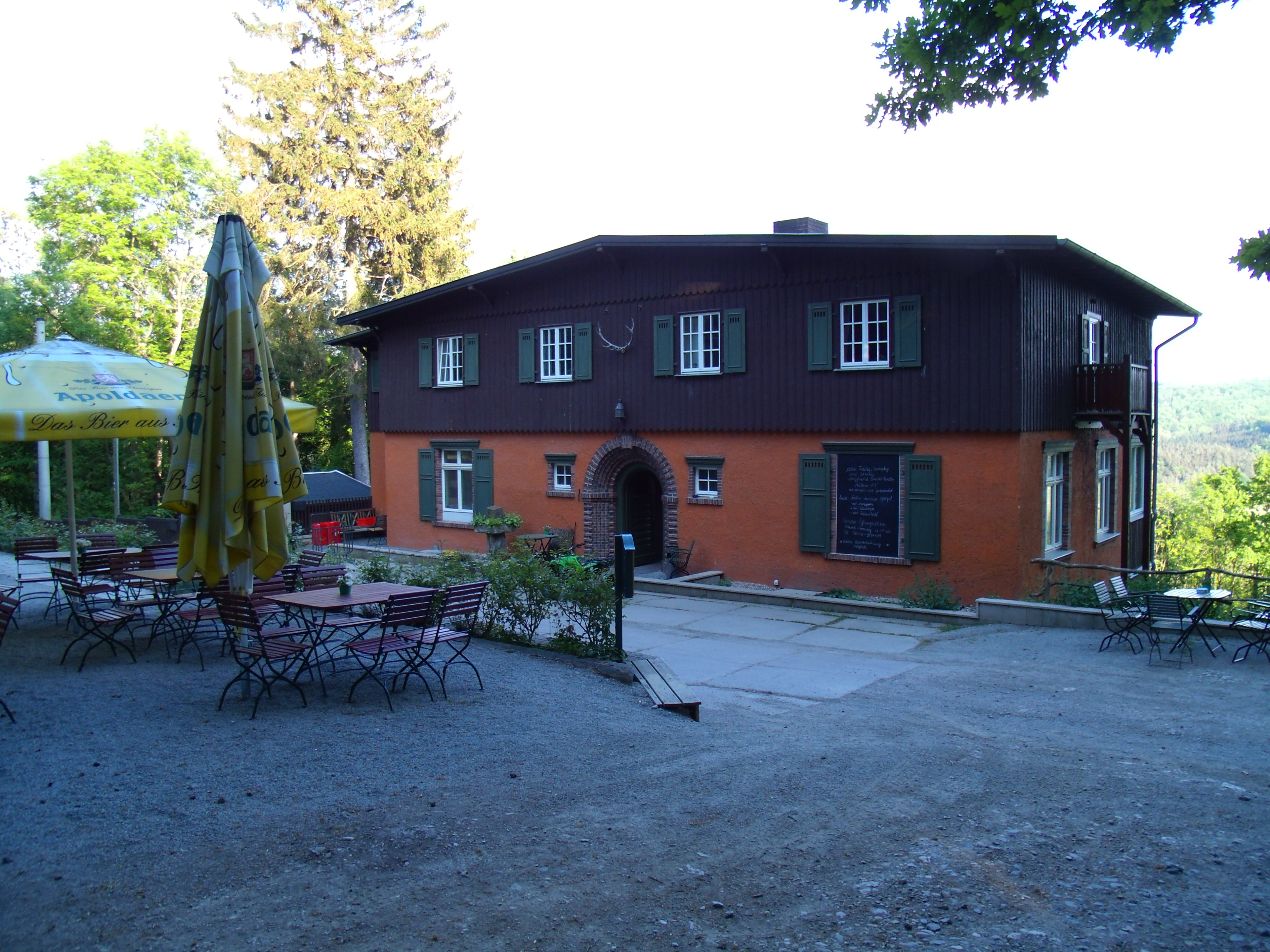
Die Balsamine am Buchfarter Schlossberg

Die Balsamine in Buchfart (Thüringen) ist ein Gebäude, das zu den Kulturdenkmälern im Landkreis Weimarer Land zählt und sich am Schlossberg Buchfart im Landschaftsschutzgebiet Mittleres Ilmtal befindet. Es beherbergt einen Gasthof. Seine Lage bietet einen Blick auf Buchfart und ins Ilmtal, was es zu einem beliebten Ausflugsziel in der Umgebung macht.
Die Balsamine ist nach dem aromatischen Geruch von Robinien (Balsaminen), die hier schon am ursprünglichen Ausflugsziel „Güntsches Ruh“ blühten, benannt. „Güntsches Ruh“, war ein Rastplatz mit Bänken und einer kleinen Schutzhütte, der auf Initiative des Oberpostsekretärs iR. Güntsche errichtet wurde. „Güntsches Ruh“ wurzelt wiederum in dem um das Jahr 1890 von den Mitgliedern des Thüringer Waldvereins Weimar mit Wegen, Ruhebänken und ausgezeichneten markanten Stellen erschlossenem Gebiet für Wanderer und Erholungssuchende zwischen Buchfart, Hetschburg, Vollersroda und Possendorf. Der Possendorfer Balduin Zorn (1863–1936), Pächter der Gemeindeschänke in Buchfart, kaufte aus Anlass einer Blumenausstellung ein hölzernes Kaffeehäuschen in Erfurt, welches er vor Ort abbauen und anschließend auf dem Schlossberg wieder aufbauen ließ. Dieses Gasthaus „Waldhaus Schlossberg“ wurde ein beliebtes Ausflugslokal. In den 1920er-Jahren pachtete die kunstsinnige Familie Pfläging die Gaststätte von den Wirtsleuten Zorn. Von da an gab es zur Gastronomie und der Aussicht vom Schlossberg ins Ilmtal, musikalische Unterhaltung.
Das Gasthaus brannte am 14. Januar 1927 vollständig ab. Der Besitzer des Grundstücks, Balduin Zorn, baute zwei Jahre später das Haus, die heutige Balsamine, wieder auf.
Ab den 1950er Jahren wurde die Balsamine in den Sommermonaten als Kinderferienlager der HO Weimar genutzt. Die EOS Friedrich Schiller Weimar nutzte das Gebäude einige Jahre als Landschulheim. 1962 wechselte die Balsamine den Besitzer und wurde von Charlotte Natzel, einer Enkelin des ersten Bauherrn Balduin Zorns, an das Schuhkombinat „Paul Schäfer“ in Erfurt verkauft. Zu dieser Zeit wurden die Balkone zum Südhang verglast und der Küchentrakt modernisiert. Im Gebiet des Waldstücks entstanden sieben Bungalows und die neuen Eigentümer verpflichteten sich das Gasthaus weiter zu betreiben. In den 1990er Jahren wurde die Balsamine bis zu ihrer Schließung treuhänderisch verwaltet. Das Ausflugslokal verfiel trotz mehrfacher privater Rettungsversuche. 2007 eröffnete, nach dreijähriger Sanierung, die Balsamine wieder ihre Pforten.

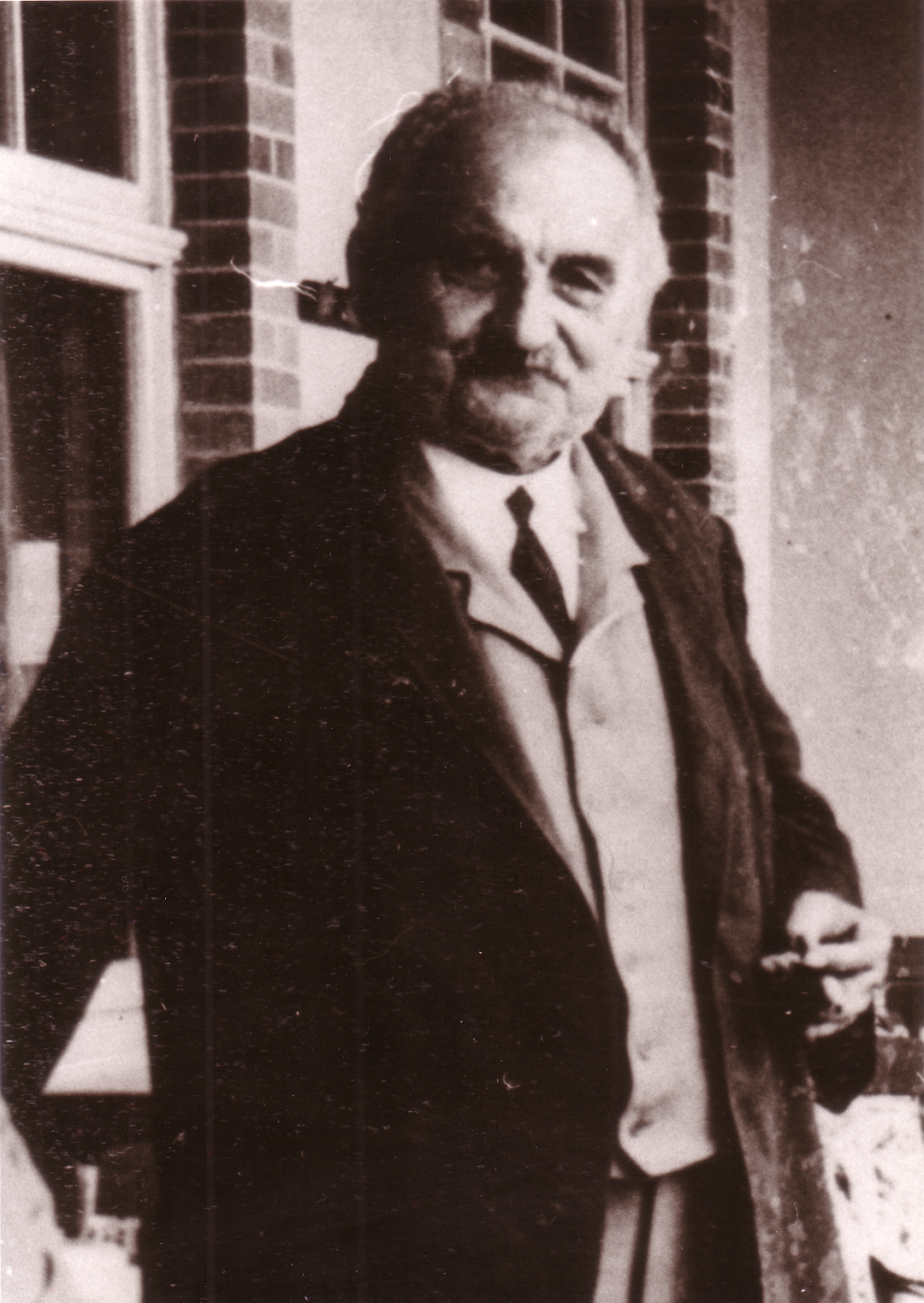
Balduin Zorn
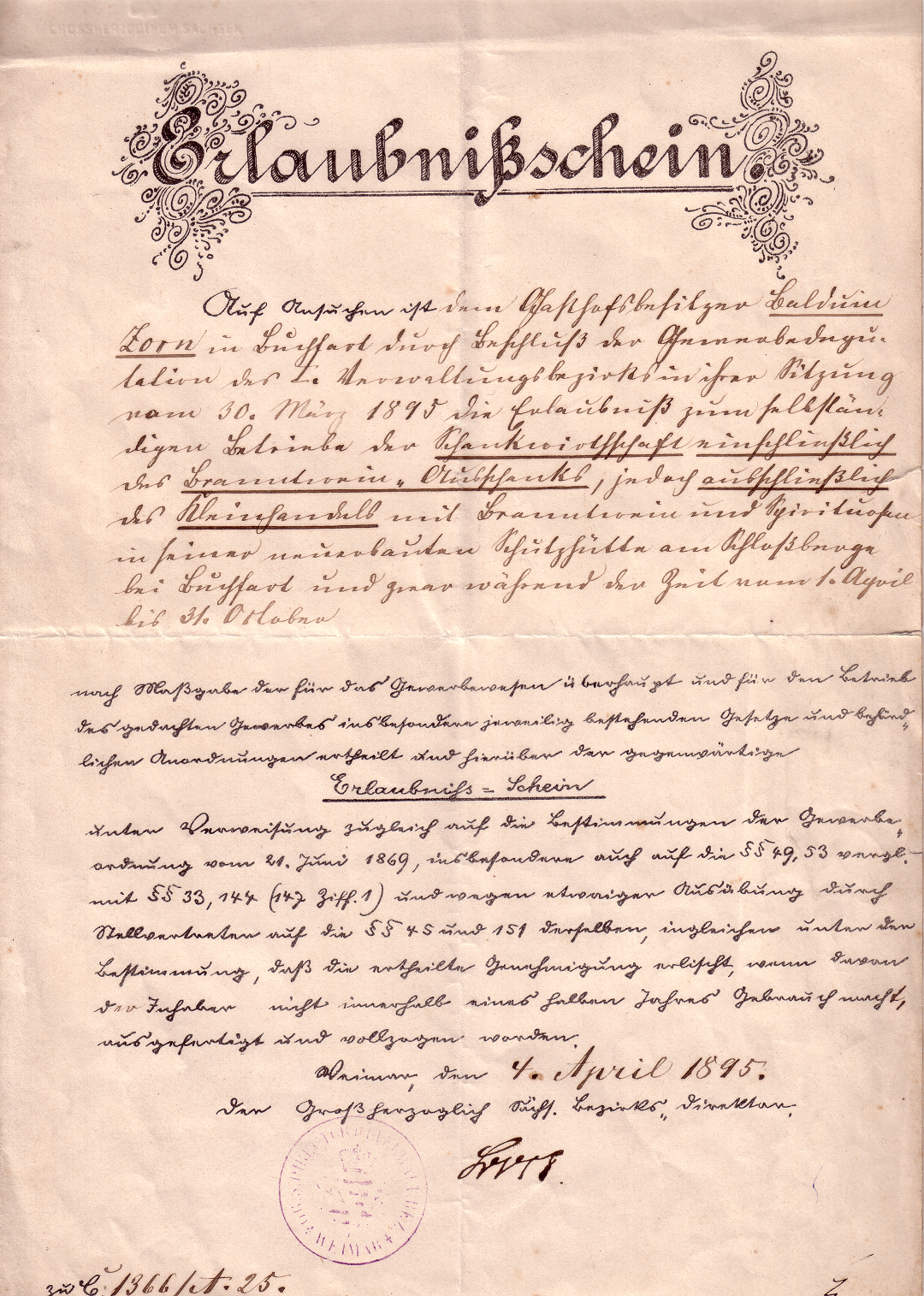
Erlaubnisschein zur Schankwirtschaft
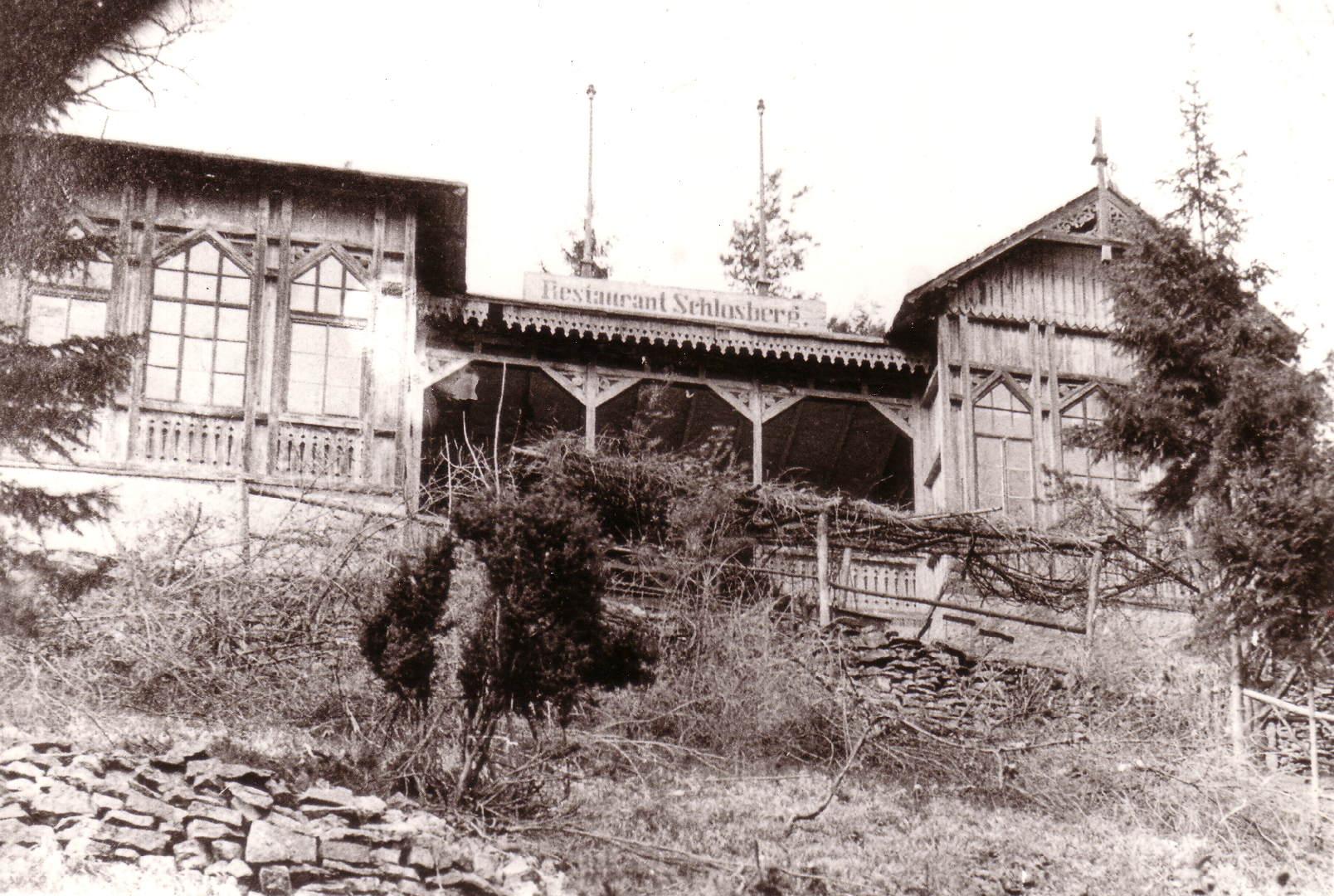
„Waldhaus Schlossberg“ vor dem Brand
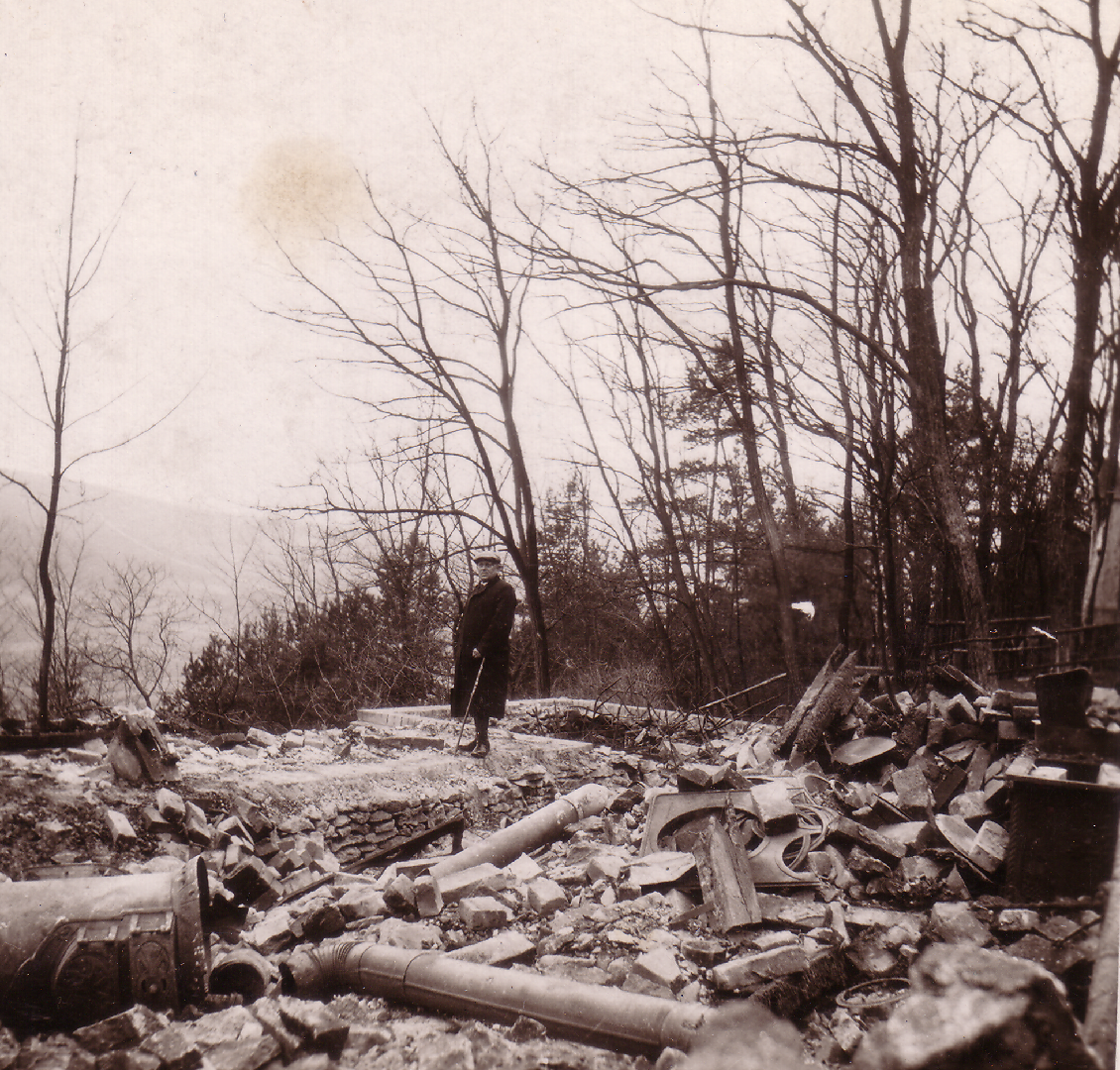
Nach dem Brand am 14. Januar 1927
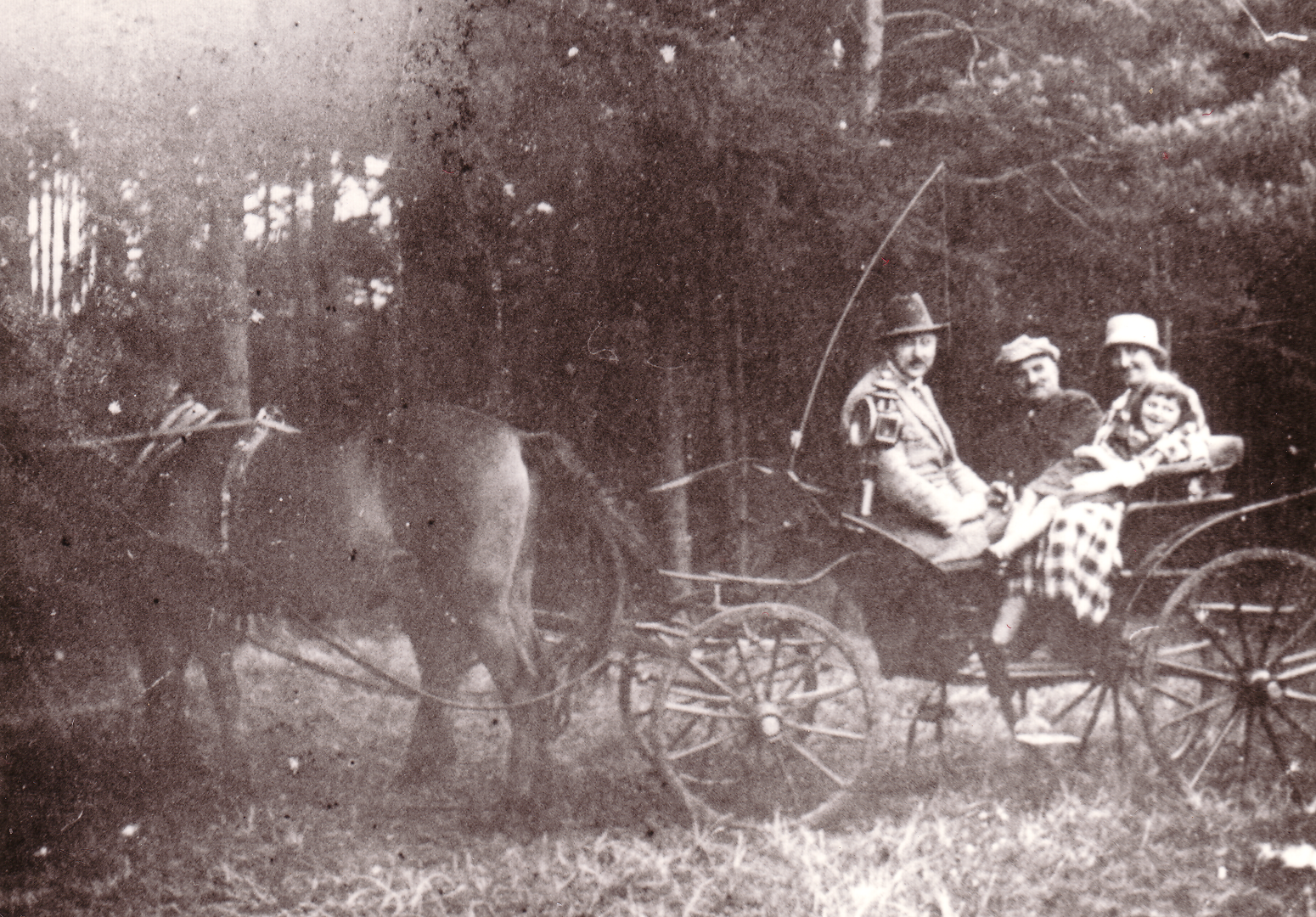
Auf dem Weg zur neuen Balsamine
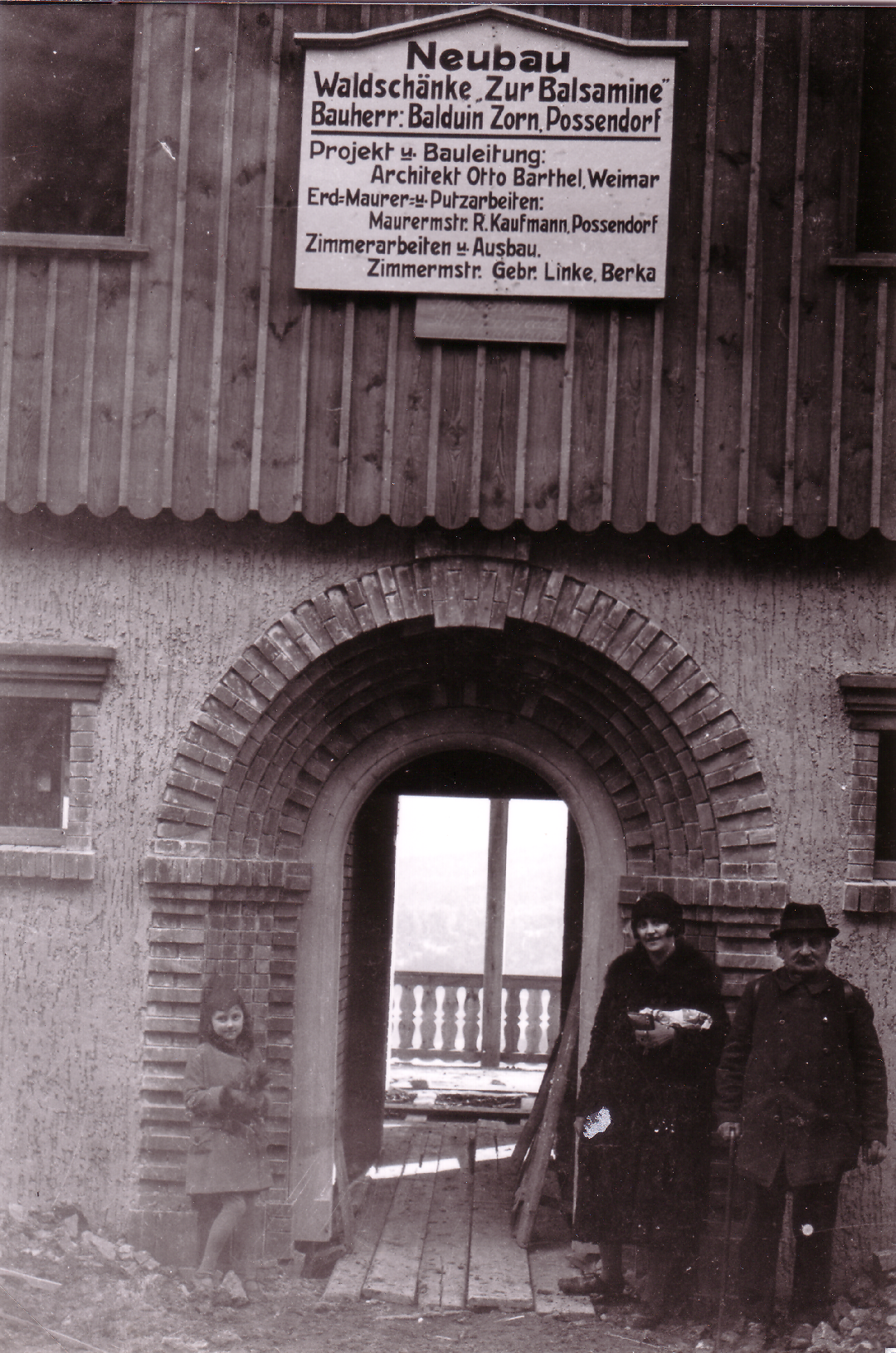
Besichtigung des Balsaminenrohbaus